# Синиця ялівцева
Синиця ялівцева (Baeolophus ridgwayi) — вид горобцеподібних птахів родини синицевих (Paridae). Мешкає в США і Мексиці. Раніше вважалася підвидом каліфорнійської синиці, однак була визнана окремим видом в 1996 році Вид названий на честь американського орнітолога Роберта Ріджвея.

## Підвиди
Виділяють два підвиди:
- B. r. ridgwayi (Richmond, 1902) — від півдня Айдахо до Аризони, Нью-Мексико і крайньої півночі Мексики;
- B. r. zaleptus Oberholser, 1932 — південний схід Орегону, східна Каліфорнія, західна Невада.

## Поширення і екологія
Ялівцеві синиці мешкають в регіоні Великого Басейну, від південно-східного Орегону і центрального Колорадо до сходу каліфорнійської пустелі Мохаве, центральної Аризони, західного Техасу і крайнього півінічного сходу мексиканського штату Сонора. Вони живуть у соснових і ялівцевих рідколіссях, зустрічаються на висоті до 2440 м над рівнем моря.

## Поведінка
Ялівцеві синиці живляться безхребетними, а також ягодами, горіхами і насінням. Під час сезону розмноження живуть парами, в негніздовий період утворюють зграйки, іноді приєднуються до змішаних зграй птахів. Гніздяться в природних дуплах або в покинутих дятлових дуплах. Сезон розмноження триває з березня по липень, з піком в квітні-травні. В кладці від 3 до 9 яєць, інкубаційний період триває 14-16 днів, пташенята покидають гніздо на 16-21 день. Батьки продовжують піклуватися про пташенят ще 3-4 тижні